# Karl Glehn
Karl Glehn (* 5. August 1895 in Duisburg; † 15. Februar 1985 in Kronberg im Taunus) war ein deutscher Jurist und Politiker.

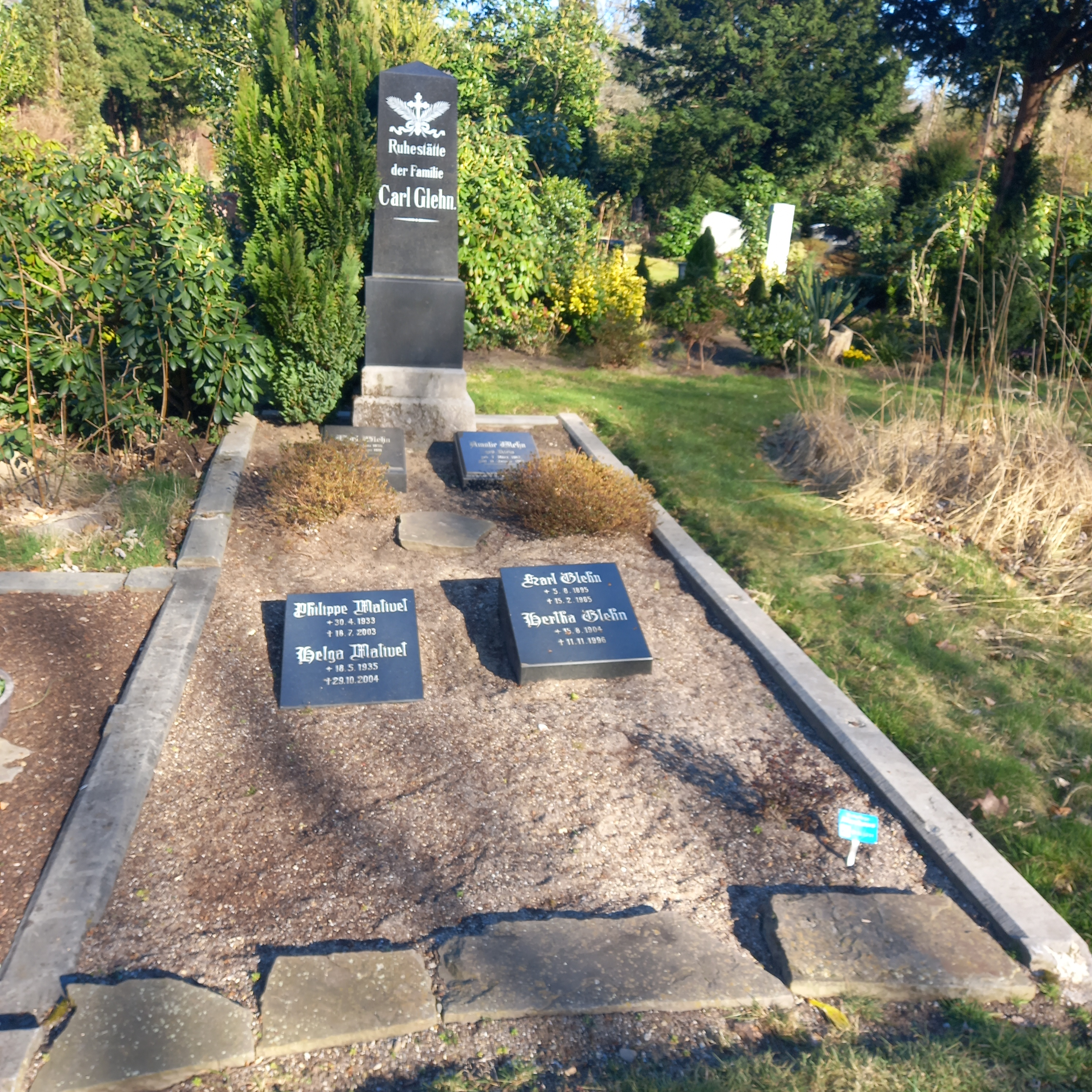
Das Grab von Karl Glehn und seiner Ehefrau Hertha auf dem Alten Friedhof in Duisburg

## Leben
Als Sohn eines Bauunternehmers geboren, wurde Glehn nach dem Besuch des Duisburger Gymnasiums im Ersten Weltkrieg, an dem er von 1914 bis 1918 teilgenommen hatte, Leutnant der Reserve und studierte anschließend Rechtswissenschaften in Marburg. Während seines Studiums wurde er 1918 Mitglied der Burschenschaft Alemannia Marburg. Er wurde zum Dr. iur. promoviert, trat in den preußischen Verwaltungsdienst ein und wurde Regierungsrat. Zum 1. Mai 1933 trat er der NSDAP bei (Mitgliedsnummer 2.313.120). Von 1934 bis 1935 war er Landrat im Landkreis Melle und von 1937 bis 1943 im Landkreis Gifhorn. Er war ab 1939 Landkommissar in Jędrzejów, dann ab 1940 kommissarischer Landrat der Kreishauptmannschaft Jedrzejów. Ab 1940 war er kommissarischer und ab 1943 bis 1945 endgültiger Kreishauptmann der Kreishauptmannschaft Tomaschow-Mazowiecki. 1945 war er Landrat im Landkreis Krummau an der Moldau. Ab 1943 war er auch als Gauschulungsredner aktiv. Nach dem Krieg wurde er von der britischen Militärregierung festgenommen, jedoch nicht an Polen ausgeliefert, da ihm eine Beteiligung an Kriegsverbrechen nicht nachgewiesen werden konnte; diesbezügliche Verfahren vor deutschen Gerichten wurden wegen Fehlen eines Tatbestandes 1981 eingestellt. Glehn arbeitete als Angestellter der Steinzeug-Handelsgesellschaft in Hannover und wurde 1954 Geschäftsführer des Fachverbandes Steinzeugindustrie in Frechen. Er meldete ein Patent für ein muffenloses Steinzeugrohr an.